# 엘라 래이 펙
엘라 레이 펙(Ella Rae Peck, 1990년 9월 8일 ~ )은 미국의 배우이다.
미니애폴리스에서 태어났다.

## 방송
- 웰컴 투 더 패밀리
- 디셉션

## 영화
- 롱 나이츠 쇼트 모닝스 (2016년)
- 더 아포칼립스 (2013년)
- 더 콜 (2013년) - 오텀 역
- 디셉션 (2012년)
- 배철러레트 (2012년) - 스테파니 역
- 영 어덜트 (2011년) - 걸 #1 역
- 프리저번 (2007년) - 엠마 역